# 情報通信省
情報通信省（英語：Ministry of Communications and Information 中国語：通讯及新闻部 マレー語：Kementerian Penerangan, Komunikasi dan Kesenian）はシンガポールの省庁のひとつ。情報通信技術、メディア、政府広報の政策が主な管轄。2012年に情報芸術省（Ministry of Information, Communications and the Arts）から改組された。